# 新里地域バス
新里地域バス（にいさとちいきバス）は、岩手県宮古市が運営するコミュニティバス（自治体バス）。「ふれあい号」の愛称が付されている。愛称は宮古市立新里小学校の生徒を対象に募集を行い決定した。
車両は、市が所有する自家用バス（白ナンバー）を使用している。

## 概要
2020年10月11日、岩手県北バスは、同年9月末の地域間幹線系統の国庫補助期間の終了に伴う和井内線の赤字額の増大を理由に、和井内線を廃止した。
そのため市は2020年10月12日より、これまで無償で運行されてきた新里診療所患者輸送バスを自治体運行のコミュニティバスに置き換える形で、新里地域バス「ふれあい号」の運行を開始した。コミュニティバス化による実質有料化に伴い、宮古市は新里診療所に通院する場合に限り運賃を無料としている（詳しくは、運賃免除の節を参照）。

## 沿革
- 2020年（令和2年）10月12日 - 同年10月11日に岩手県北バス和井内線が廃止され、同バス会社によるバス路線が茂市駅・和井内駅(清水)間から撤退したのに伴い、「ふれあい号」として運行を開始する[3]。
- 2021年（令和3年）4月1日 - 106急行バスのダイヤ改正に伴い、和井内線の一部便を蟇目駅まで延長する[4]。
- 2021年（令和3年）11月1日 - ダイヤ改正に伴い、蟇目川井線を新設し、陸中川井駅で川井地域バスと接続させる[5]。また、和井内線は土日祝日運休となり、腹帯循環線は循環便を廃止し腹帯線となる。

## 運賃・乗車券類
- 運賃：大人（中学生以上）100円、小児（小学生）50円、障害者等 50円、未就学児 無料
- 専用回数券
  - 川井地域バスでの利用も可能。12枚綴り。新里・川井総合事務所、バス車内で販売されている。　
  - 大人（中学生以上）1,000円、障害者等 500円
  - 小児（小学生・幼児）500円、障害者等 300円

### 運賃免除
宮古市内の他地域における患者輸送バスの無償運行に対して、新里診療所患者輸送バスの廃止並びに新里地域バスの新設に伴う実質有料化による格差を是正するため、新里診療所への通院利用の場合に限り運賃が免除される。ただし、新里診療所での降車時または乗車時にバス運転手に診察券を提示する必要があり、また、新里診療所以外の停留所で乗降した場合や途中下車をした場合は運賃免除が無効になる。

## 現行路線

### 腹帯線
- 新里総合事務所前 - 新里診療所 - 茂市駅 - 新里郵便局前 - 玄翁館下 - 廻立 - 腹帯下の橋 - 腹帯駅前 - 水神 - 腹帯清水 - 腹帯下の橋 - 廻立 - 玄翁館下 - 新里郵便局前- 茂市駅 - 新里診療所 - 新里総合事務所前
  - 新里総合事務所前 - 新里郵便局前、玄翁館下 - 廻立、腹帯下の橋 - 水神はフリー乗降区間。
  - 水曜日の運行を廃止。

### 蟇目線
- 新里診療所 - 茂市駅 - 太長根 - 上蟇目 - 蟇目駅 - 上飛 - 一の字橋
  - 上蟇目 - 一の字橋はフリー乗降区間。
  - 水曜日の運行を廃止。
  - 一日一往復のみ和井内まで延長運転。

### 和井内線
- 茂市駅 - 新里総合事務所前 - 新里診療所 - 山桑橋 - 旧刈屋駅前 - 中里 - 永田 - 平沢口 -旧和井内駅前 - 鞭牛上の橋 - 上清水 - 鞭牛上の橋 - 戸塚
  - 茂市駅 - 新里総合事務所前 - 新里診療所 - 山桑橋 - 旧刈屋駅前 - 中里、平沢口 -旧和井内駅前 - 鞭牛上の橋、 鞭牛上の橋 - 戸塚はフリー乗降区間。
  - 土日祝日の運行を廃止。

#### 茂市蟇目線
- 茂市駅 - 太長根 - 蟇目駅
  - フリー乗降区間はない。
  - 和井内線の一部便にて運行。平日のみ運行される。

### 蟇目川井線
- 陸中川井駅 - 袰岩 - 腹帯駅 - 茂市バス停 - 太長根 - 蟇目駅

### 刈屋線
- 茂市駅 - 山桑橋 - 旧刈屋駅前 - 北山地区総合センター前
  - 山桑橋 - 北山地区総合センター前はフリー乗降区間。
  - 北山地区総合センター前停留所の付近には鳥取春陽の生家がある。

## 他交通機関との接続
- 国道106号上で岩手県北バスの106急行バスと経路が重複している。
  - ただし、乗り換え可能な箇所は「腹帯」停留所（岩手県北バス「腹帯」停留所）、「茂市」停留所（岩手県北バス「茂市」停留所）、「蟇目」停留所（岩手県北バス「蟇目」停留所）、「中川井」停留所（岩手県北バス「川井」停留所）
- 岩手県北バス茂市線は、「茂市」停留所または「蟇目」停留所で乗換可能。ただし、茂市線「蟇目」停留所は新里地域バスの停留所とは異なる。
- 国道340号上で東日本交通岩泉茂市線と路線重複している。
  - 乗換可能な停留所は、蟇目から鞭牛上の橋までの間にある。